# فيليب غرانفيل
فيليب غرانفيل هو منافس ألعاب قوى كندي، (و. 1894 – 1954 م).

## وصلات خارجية
- فيليب غرانفيل على موقع أوليمبيديا (الإنجليزية)